# Comuna Dudeștii Noi, Timiș
Dudeștii Noi este o comună în județul Timiș, Banat, România, formată numai din satul de reședință cu același nume. Comuna a fost reînființată în 2004, desprinzându-se de Becicherecu Mic.

## Localizare
Dudeștii Noi se găsește în județul Timiș la 12 Km nord-vest de municipiul Timișoara. Se învecinează la vest cu Becicherecu Mic (2 km), la est cu Sânandrei (4 km), la sud cu Săcălaz (7 Km), la nord-vest cu Hodoni (9 km) și Satchinez (11 km). La sud de localitate trece drumul național DN6 Timișoara - Cenad, precum și calea ferată Timișoara - Sânnicolau Mare cu halta Dudeștii Noi.

## Etimiologie
Denumirea veche a localității, aceea de Beșenova Nouă, schimbată pe cale administrativă în anul 1968, atestă prezența pecenegilor în această zonă.

## Stema
Stema oficială a comunei Dudeștii Noi a fost adoptată de Guvern prin Hotărârea nr. 807/2012. 
Aceasta se compune dintr-un scut triunghiular verde cu marginile rotunjite, tăiat de o fascie de aur. În partea superioară se află o broască țestoasă de aur, mergând spre stânga, în câmp verde. Fascia este încărcată cu o rindea neagră, flancată de câte o frunză de dud verde. În partea inferioară, se află un războinic peceneg, înarmat cu sabie, arc și săgeți, totul de aur. Scutul este timbrat de o coroană murală de argint cu un turn crenelat.
Semnificațiile elementelor însumate
Broasca țestoasă face referire la importanța terenului mlăștinos pe care se află localitatea, în perioada 1722-1742, fiind cotat la un preț bun, datorită comerțului cu broaște țestoase. 
Rindeaua simbolizează una dintre ocupațiile de bază ale locuitorilor, prelucrarea lemnului. 
Frunzele de dud fac aluzie la denumirea localității.
Războinicul peceneg amintește de vechiul nume al localității "Besenyo", localitatea fiind înființată de populația pecenegă. 
Coroana murală cu un turn crenelat semnifică faptul că localitatea are rangul de comună.

## Istorie

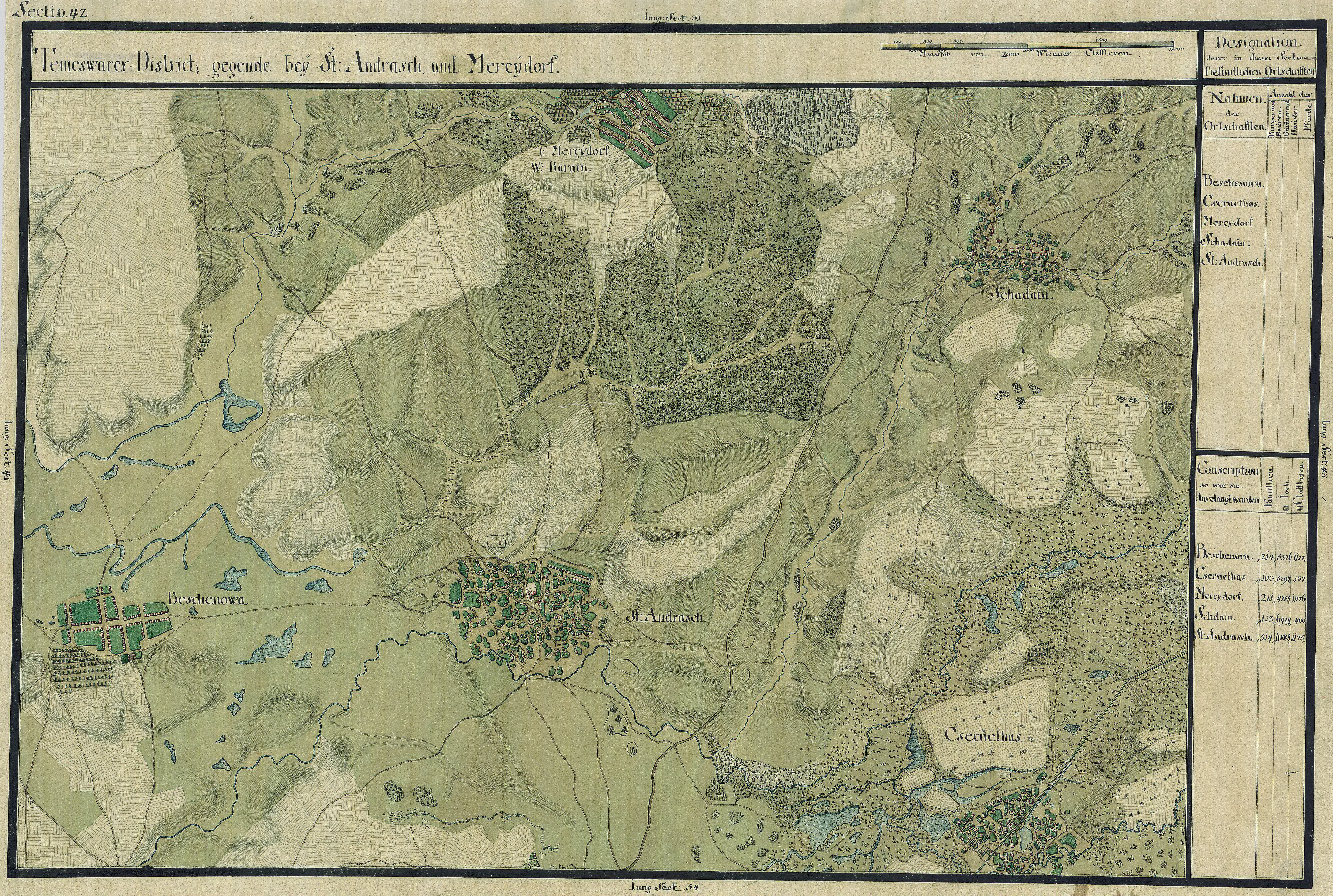
Dudeștii Noi în Harta Iosefină a Banatului, 1769-72

- 1333 - prima atestare documentară a localității în registrele papale. Denumirea Bessenovo a localității are origini pecenege.
- 1748 - Johann Oßwald conducătorul a 60 de familii (290 de suflete) se stabilește în Beșenova Nouă venind din regiunile austro-germane Mainz, Trier și Lothringen, sub oblăduirea Mariei Theresa.
- 1750 - 1751 - se construiește Biserica Catolică din localitate, care este în prezent monument istoric.
- 1779 - Banatul este alipit Ungariei iar Beșenova Nouă este arondată Sânandreiului.
- 1788 - 1790 - ocupație otomană.
- 1824 - este pusă piatra de temelie la Casa Parohială.
- 1834 - se construiește o școală nouă.
- 1838 - se amenajează actualul cimitir.
- 1844 - se construiește capela Rochus din cimitir.
- 1848 - 1849 Revoluția Ungară - revoluționarii maghiari sunt înfrânți în lupta de lângă Beșenova Nouă.
- 1851 - se dau numere de casă noi.
- 1852 - se realizează noua Carte Funciară a comunei.
- 1857 - se construiește monumentul cu crucifix din fața Bisericii Catolice.
- 1858 - are loc trecerea de la guldenul vienez la guldenul austriac ca monedă de referință. (1 gulden vienez = 60 crăițari; 1 gulden austriac = 100 crăițari)
- 1859 - localitatea număra 404 case.
- 1866 - război între Austria și Prusia. În spitalul din localitate sunt aduși 32 de răniți de pe câmpul de luptă.
- 1867 - are loc uniunea între Viena și Budapesta creându-se astfel Imperiul Austro-Ungar ce va rezista până la sfîrșitul Primului Război Mondial.
- 1873 - este creată prima Primărie a localității iar în același an este aleasă și prima administrație prin vot secret.
- 1895 - darea în folosință a liniei de cale ferată ce face legătura între Timișoara și Sânnicolau Mare
- 1906 - 1908 325 de locuitori ai comunei Beșenova Nouă emigreză în Statele Unite ale Americii din care se întorc 65. Aceștia aduc cu ei 375.000 de coroane, o sumă considerabilă la acea vreme.
- 1913, 29 iunie este hirotonosit la Timișoara părintele Josef Nischbach care preia parohia din Beșenova Nouă.
- 1914 - 1918 Primul Război Mondial. 127 de bărbați din comună mor sau sunt dați dispăruți.
- 1915 - Pe pășunea comunală nemții construiesc o hală pentru zepeline (Fliegerhalle). După retragerea trupelor germane din 1919 oamenii au furat tot ce era de valoare din clădire provocând prăbușirea acesteia în data de 15 mai. Atunci au murit 5 persoane iar altele au fost rănite.
- 1939 - 1945 Al II-lea Război Mondial. În armata română mor 37 de dudeșteni iar în armata germană 87.
- 1944 - între 29 septembrie și 10 octombrie toată populația a fost evacuată la Sânandrei. În această perioadă casele au fost jefuite de ruși iar animalele au fost confiscate. În septembrie, 19 familii pleacă în Occident.
- 1945 - În ianuarie, 297 femei și bărbați au fost deportați pentru muncă forțată în Rusia. Dintre aceștia 68 și-au găsit sfârșitul în minele de cărbuni din Ucraina. În luna iulie sosesc primii coloniști români în comună.
- 1950 - se înființează Cooperativa Agricolă de Producție.
- 1951 - 62 de familii sunt deportate în Bărăgan. Din cele 170 de persoane deportate, 22 nu se mai întorc.
- 1954 - 1956 - localitatea se extinde cu zona Satul Nou unde se dau aproximativ 200 de numere noi de casă.
- 1959 - preotul paroh al Bisericii Catolice din localitate este Hans Schmidt care va păstori până la moartea sa din 1980.
- 1962 - în localitatea care înainte de 1945 era populată aproape în totalitate de etnici germani acum proporția era de 1.280 șvabi și 1.200 români.
- 1966 - în comuna Beșenova Nouă mai trăiesc 1310 germani.
- 1968 - comuna Beșenova Nouă este desființată prin Legea 2/1968 localitatea fiind arondată comunei Becicherecu Mic sub noua denumire de Dudeștii Noi.
- anii ‘70 - are loc primul mare val de emigrări a etnicilor germani.
- 1971 - este construită Biserica Ortodoxă din localitate care poartă hramul Sf. Dumitru. Se stabilește ruga localității la 26 octombrie.
- 1989 - Revoluția din Decembrie care pune capăt erei Ceaușescu. Dudeștenii participă activ la revoluția de la Timișoara.
- anii ‘90 - are loc al doilea mare val de emigrări a etnicilor germani.
- 2004, 8 aprilie - localitatea Dudeștii Noi este ridicată după 36 de ani din nou la rangul de comună. Se constituie noua administrație locală în urma alegerilor din 6 și 20 iunie. Primul primar ales este Alin Nica (PNL), care la 23 de ani este cel mai tânăr primar din țară.
- 2004, septembrie - apare primul număr al publicației lunare "Dudeșteanul" realizată de Primărie.
- 2004 - 2005 - sunt pietruite toate străzile din comună.
- 2005 - este modernizat sistemul de iluminat public din localitate.
- 2005 - mai puțin de 20 de familii de etnici germani mai locuiesc în Dudeștii Noi.
- 2006 - se trece de la numerotarea veche a străzilor și a caselor la cea nouă, fiecare stradă având propriul nume și numere de ordine ale caselor.
- 2007, octombrie 26 - este sfințită troița din centrul localității într-o slujbă religioasă realizată în comun de ortodocși și catolici. Troița a fost concepută și realizată de către artistul plastic bănățean Iosif Tasi, care a fost pentru câțiva ani și profesor de desen în comună.
- 2007 - se asfaltează drumul comunal (DC 46) ce face legătura cu drumul național (DN 6) către Timișoara.
- 2008, 1 iunie - primarul comunei Alin Nica (PNL) este reales din primul tur cu 63% din voturi. Își menține și la al doilea mandat titlul de "cel mai tânăr primar din țară" la cei 27 de ani ai săi.
- 2008, iulie - este închis deponeul comunal de deșeuri, Dudeștii Noi fiind prima comună din Timiș care face acest lucru. În august este constituit Serviciul Public de Salubrizare operat de către S.C. RETIM S.A.
- 2008, octombrie 26 - este inaugurat monumentul de la intrarea în localitate, opera aceluiași artist plastic Iosif Tasi.
- 2009 - zona pe care s-a aflat deponeul de deșeuri este împădurită (45 ha).
- 2009 - încep lucrările la sistemul de canalizare menajeră.

## Instituții, monumente
Instituțiile din comuna Dudeștii Noi sunt: Primăria, Consiliul Local, Școala cu Clasele I-VIII, Grădinița cu Program Normal, Grădinița cu Program Prelungit, Căminul Cultural, Postul de Poliție, Dispensarul Medical Uman, Biserica Catolică, Biserica Ortodoxă, Biserica Baptistă, Biserica Penticostală
Biserica Romano-Catolică "Sf. Vendelin", monument istoric, a fost ridicată în anul 1751, fiind cea mai veche biserică șvăbească din Banat.

## Politică
Comuna Dudeștii Noi este administrată de un primar și un consiliu local compus din 13 consilieri. Primarul, Ion Goșa[*], de la Alianța Dreapta Unită, este în funcție din octombrie 2020. Începând cu alegerile locale din 2024, consiliul local are următoarea componență pe partide politice:
|  | Partid                          | Consilieri | Componența Consiliului | Componența Consiliului | Componența Consiliului | Componența Consiliului | Componența Consiliului |
|  | ------------------------------- | ---------- | ---------------------- | ---------------------- | ---------------------- | ---------------------- | ---------------------- |
|  | Alianța Dreapta Unită           | 5          |                        |                        |                        |                        |                        |
|  | Partidul Social Democrat        | 4          |                        |                        |                        |                        |                        |
|  | Partidul Național Liberal       | 2          |                        |                        |                        |                        |                        |
|  | Alianța pentru Unirea Românilor | 1          |                        |                        |                        |                        |                        |
|  | Partidul Puterii Umaniste       | 1          |                        |                        |                        |                        |                        |

La alegerile locale din 2012 primarul Alin Nica a fost reales pentru al treilea mandat cu 74% din voturi.
Ion Goșa, ales pentru al doilea mandat de viceprimar, este de asemenea membru PNL. Consiliul local este constituit din 11 membri împărțiți astfel:
|  | Partid                                     | Consilieri | Componența | Componența | Componența | Componența | Componența |
|  | ------------------------------------------ | ---------- | ---------- | ---------- | ---------- | ---------- | ---------- |
|  | Partidul Național Liberal                  | 4          |            |            |            |            |            |
|  | Partidul Social Democrat                   | 2          |            |            |            |            |            |
|  | Partidul Noua Generație - Creștin Democrat | 2          |            |            |            |            |            |
|  | Partidul Democrat-Liberal                  | 1          |            |            |            |            |            |
|  | Partidul România Mare                      | 1          |            |            |            |            |            |
|  | Partidul Conservator                       | 1          |            |            |            |            |            |

## Demografie
Componența etnică a comunei Dudeștii Noi
     Români (80,71%)
     Romi (7,72%)
     Alte etnii (1,99%)
     Necunoscută (9,58%)
Componența confesională a comunei Dudeștii Noi
     Ortodocși (76,4%)
     Penticostali (4,28%)
     Romano-catolici (2,78%)
     Baptiști (2,35%)
     Adventiști (1,15%)
     Alte religii (1,72%)
     Necunoscută (11,32%)
Conform recensământului efectuat în 2021, populația comunei Dudeștii Noi se ridică la 3.665 de locuitori, în creștere față de recensământul anterior din 2011, când fuseseră înregistrați 3.179 de locuitori. Majoritatea locuitorilor sunt români (80,71%), cu o minoritate de romi (7,72%), iar pentru 9,58% nu se cunoaște apartenența etnică. Din punct de vedere confesional, majoritatea locuitorilor sunt ortodocși (76,4%), cu minorități de penticostali (4,28%), romano-catolici (2,78%), baptiști (2,35%) și adventiști (1,15%), iar pentru 11,32% nu se cunoaște apartenența confesională.

## Personalități născute aici
- Moni Bordeianu (n. 1948), muzician rock.

## Imagini

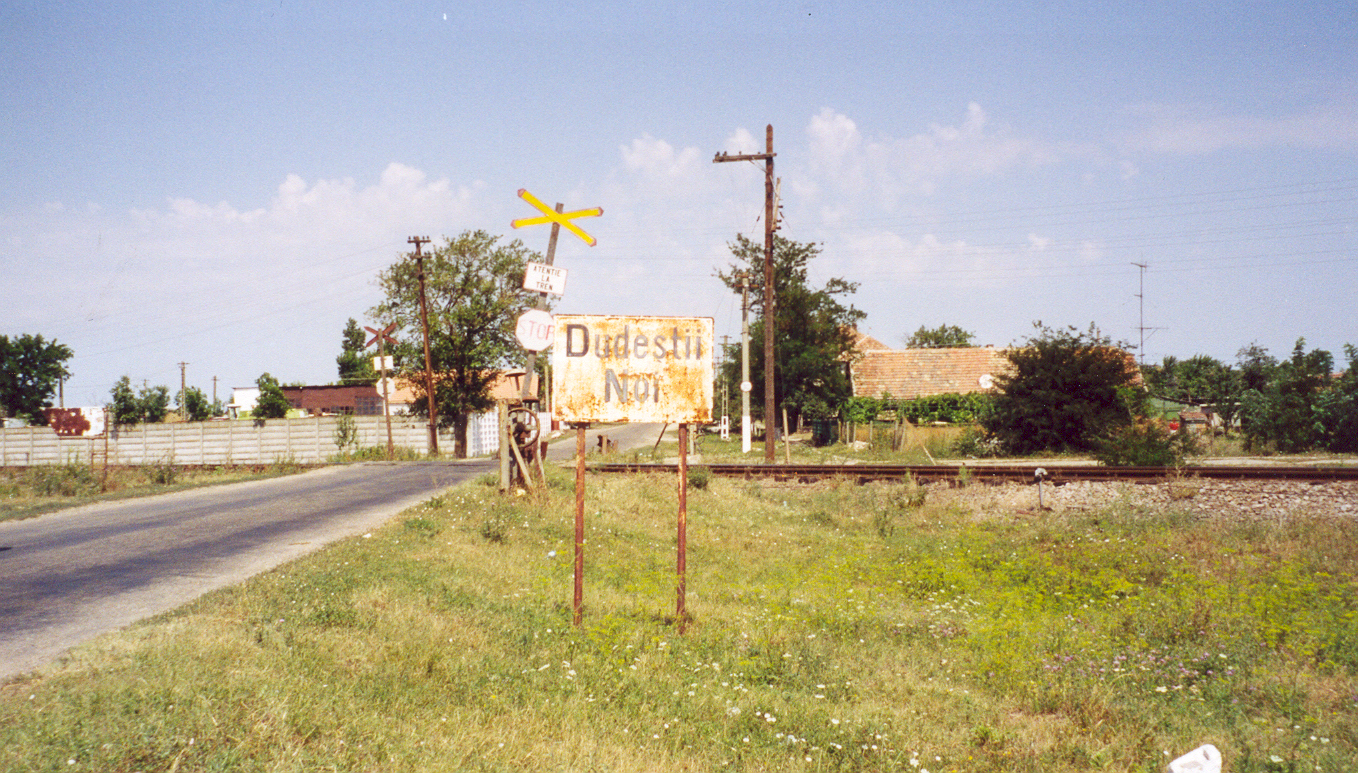
Intrarea în localitate (2003)
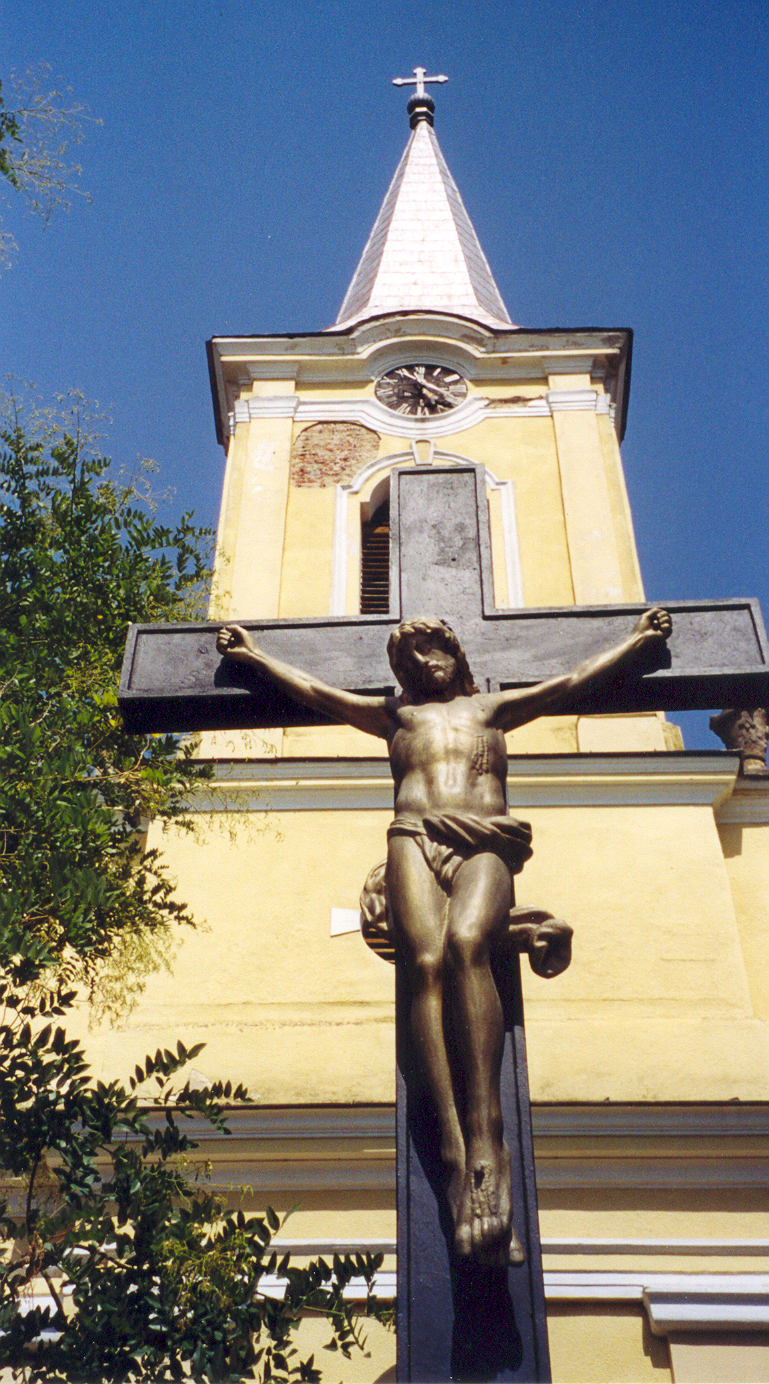
Biserica Catolică din Dudeştii Noi
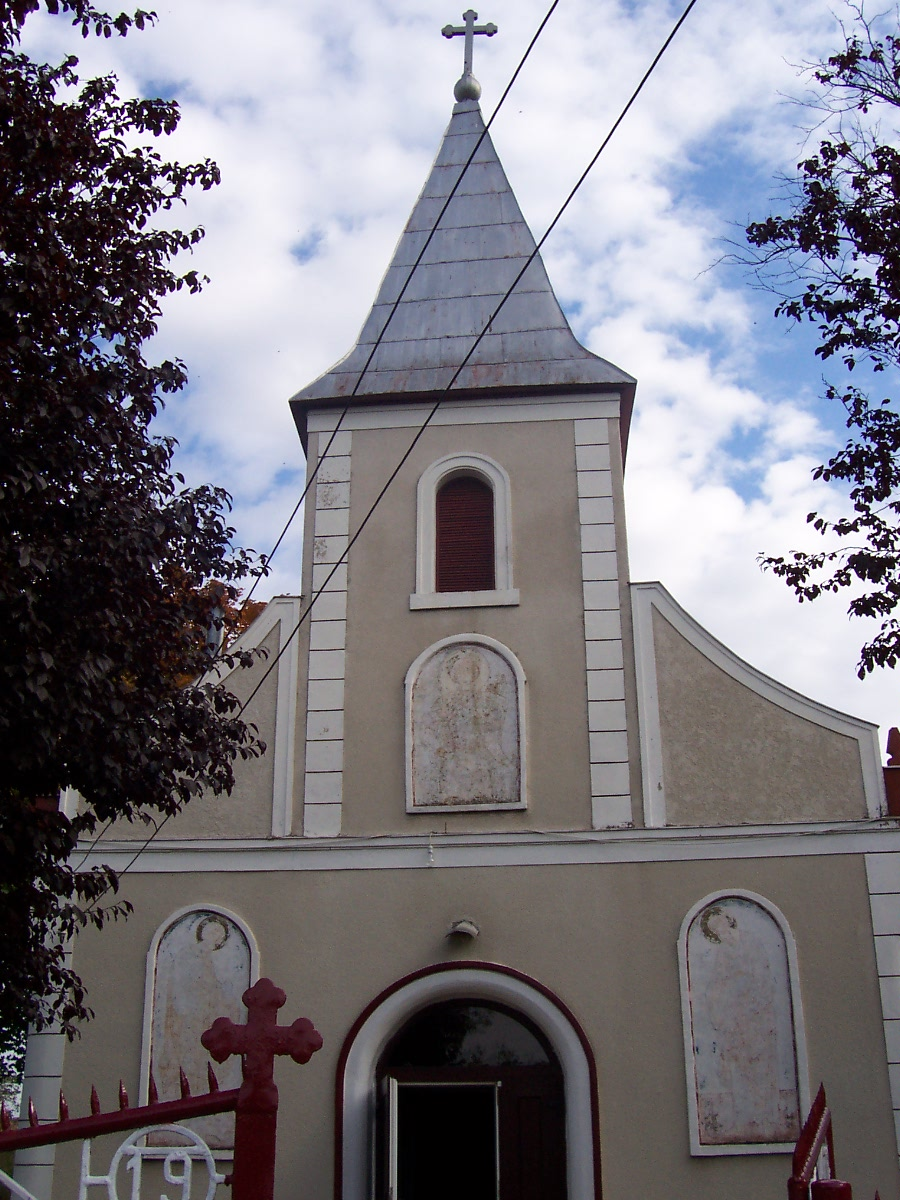
Biserica Ortodoxă din Dudeştii Noi
Clădirea Primăriei Comunei Dudeştii Noi (mai, 2007)
Căminul Cultural(oct., 2005)
Strada principală - începutul secolului al XX-lea
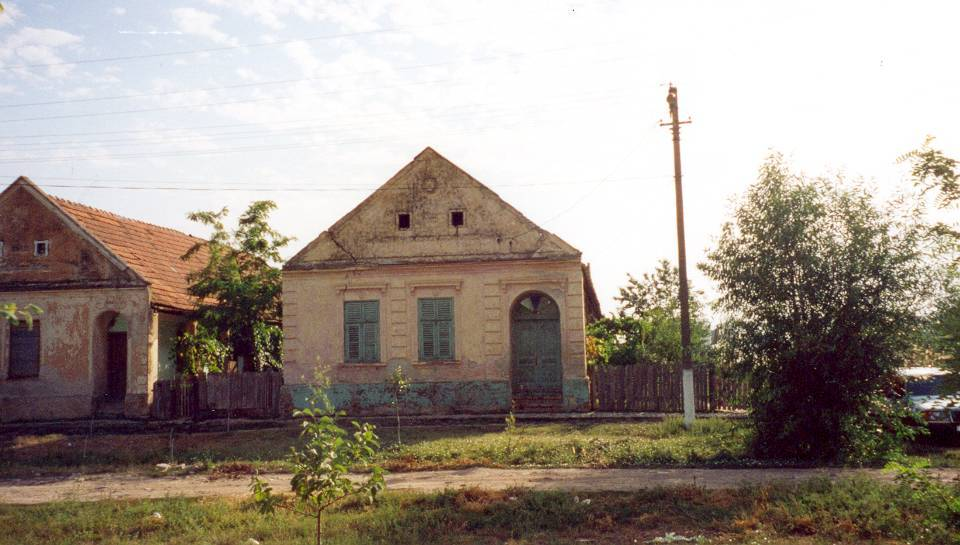
Casă (faţadă)
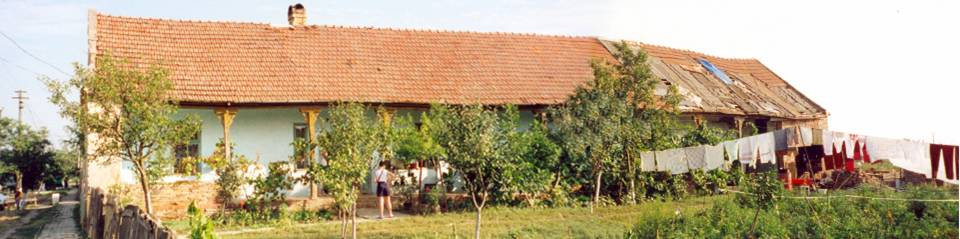
Casă (lateral)
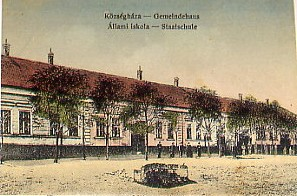
Şcoala din Dudeştii Noi (Imagine de epocă)
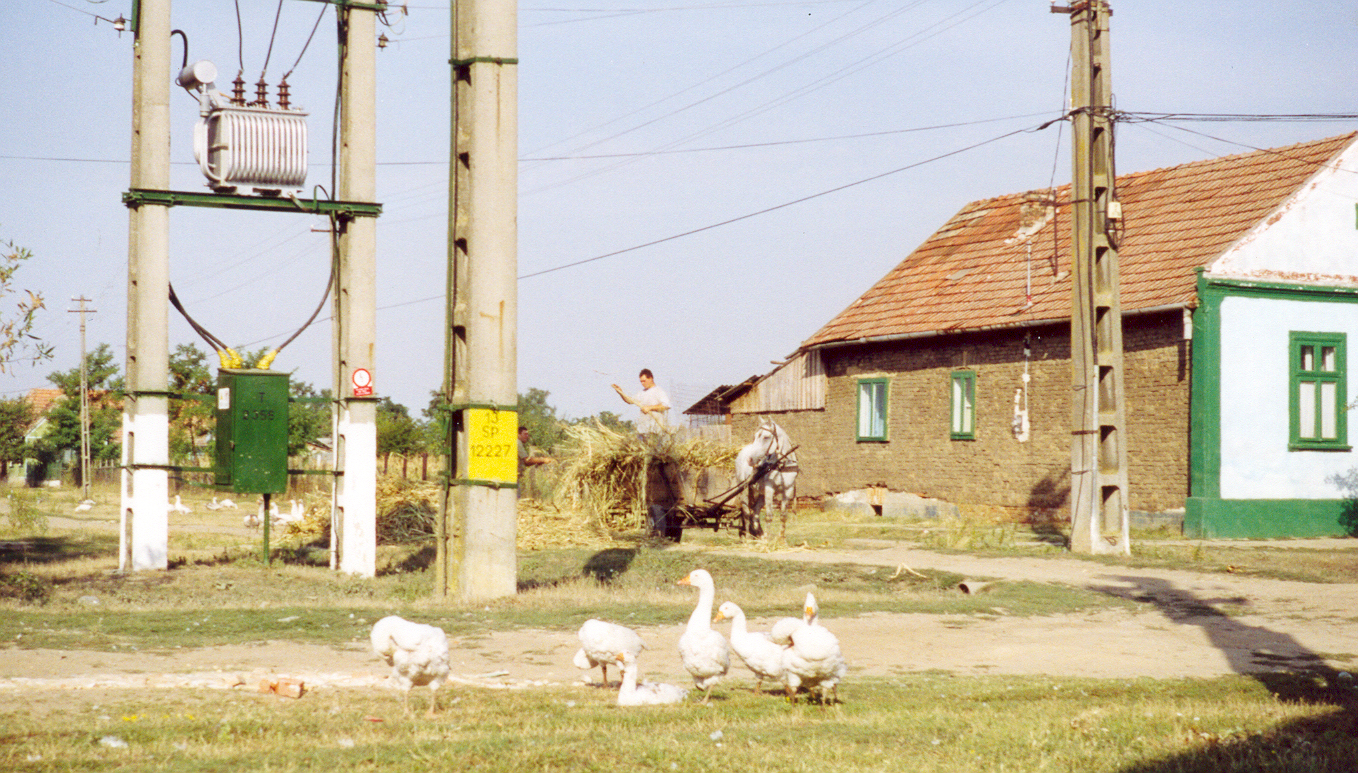
Scenă de viaţă (2003)
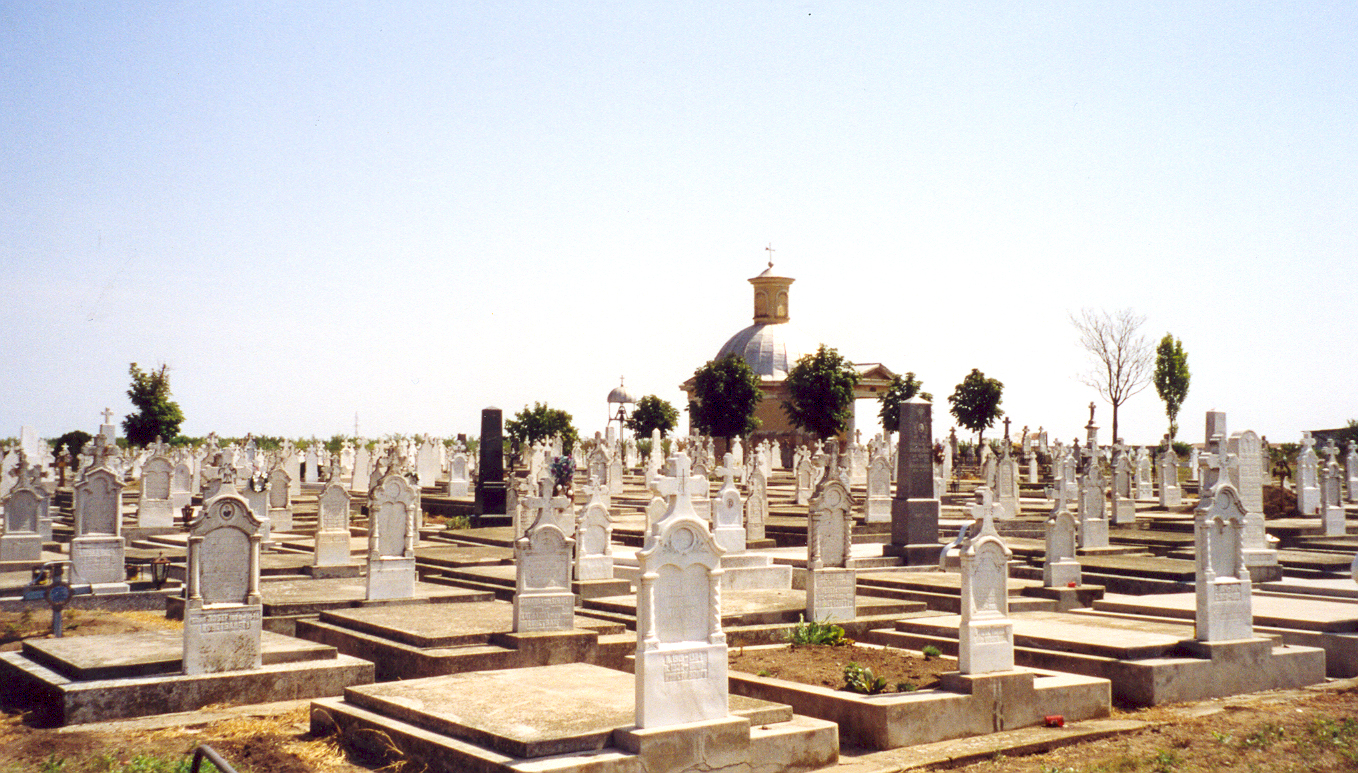
Cimitirul